# Gumiel de Izán
Gumiel de Izán est une commune d’Espagne, dans la province de Burgos, communauté autonome de Castille-et-León. Cette localité est également vinicole, et fait partie de l’AOC Ribera del Duero.

## Jumelages
- Dingé (France) depuis 1987.

### Articles liés
- Liste des communes de Burgos
- AOC Ribera del Duero
- Province de Burgos